# ワイオミング (戦闘スループ)
初代 ワイオミング（USS Wyoming）はアメリカ海軍の木造スクリュー戦闘スループ。南北戦争中は北軍に属し、南軍のスクリュー戦闘スループ・アラバマ（CSS Alabama）追跡のため、太平洋に派遣された。その後日本に寄港し、下関事件の際には、1863年7月16日に長州藩の艦艇および砲台を攻撃した。

## 艦歴
1858年7月、フィラデルフィア海軍工廠で起工。1859年1月19日進水、1859年10月に就役し、初代艦長はジョン・ミッチェル（John K. Mitchell）中佐であった。

### 米国西海岸1859–1862年
就役後直ちに、ワイオミングはホーン岬を経由して太平洋に向かい、1860年4月にはニカラグア沖に達した。そこで帆走戦闘スループ・レバント（USS Levant）と交代し、1861年春まで中米から米国太平洋岸での任務についた。1860年の晩秋にレバントが行方不明になった際は、その捜索も行った。
ワイオミングがサンフランシスコで次の任務の準備をしていた最中に、南北戦争が勃発した。ワイオミングはゴールデンゲート海峡付近に留まり、カリフォルニア沿岸を航行する郵便船を保護するよう命令された。しかしながら、南部出身のミッチェル中佐はこの命令を拒否、艦をパナマに向けた。
ミッチェルはこの抗命のため解任され、ワイオミングは一時的に副長のマレー（Francis K. Murray）大尉が指揮をとり、1861年7月4日にカリフォルニアのモントレーに舵とった。しかし、艦は不運に見舞われた。まず、メキシコのラパス沖でサンゴ礁に乗り上げた。3日後に離礁に成功したものの、キールを破損した。さらには石炭が不足し、モントレー到着時には石炭庫はほとんど空であった。
ワイオミングはすぐにサンフランシスコに向かい、8月9日、新任の艦長デビッド・マクドゥガル中佐が乗艦した。艦はその後、バハ・カリフォルニア沖の合衆国捕鯨船を南部の艦艇から守る任務についた。続いて1862年には南米で行動している。

### 極東、1862–1863年
サンフランシスコ北方のメア・アイランド海軍造船所で修理を完了した後、ワイオミングは新たな命令を受領した。1862年6月16日付けの命令書は、直ちに極東に向かい、南軍艦艇による私掠行為を阻止するように指示していた。
北軍の戦闘艦が極東水域に到着したことは、すぐに知れ渡った。南軍の戦闘スループ・アラバマの艦長セメス（Raphael Semmes）大佐は、ジャワ島沖のスンダ海峡で、英国のブリッグからワイオミングの到着を知り、オランダの貿易商からの情報でもそれは確認された。10月26日、セメスは自身の日記に自信たっぷりにこう記している。「ワイオミングとは良い勝負になるだろう。戦闘によって問題を解決するつもりだ。ワイオミングは帆走で航行しているそうだ－おそらくは石炭庫は満杯だろう。クラカタウの前に連夜停泊していることは疑いない。満月前には奇襲をかけることができるだろう」
両艦はお互いに索敵を続けたが、結局ワイオミングとアラバマは相まみえることは無かった。アラバマの撃沈はできなかったものの、ワイオミングは翌1863年にも極東の海に星条旗を掲げることによって、合衆国の名誉を保った。なお、アラバマは1864年6月19日、北軍の戦闘スループ・キアサージ（USS Kearsarge）によってフランス沖で撃沈された。
1863年春にはフィラデルフィアに帰還するように命令を受けたが、東インド艦隊を離れる準備をしている最中に事件が発生し、ワイオミングの予定は変更された。

### 下関海戦、1863年
1863年5月、攘夷機運の高まる日本で、米国市民を保護するために、ワイオミングは横浜に星条旗を掲げた。すでに、将軍徳川家茂は孝明天皇に対し、1863年6月25日（文久三年五月十日）をもって攘夷を実行することを奏上し、諸藩にも通達していた。多くの藩はこれを無視したが、攘夷運動のの中心的存在である長州藩は、下関海峡に砲台を整備し、藩兵および浪士隊からなる兵1000程、帆走軍艦2隻（丙辰丸、庚申丸）、蒸気軍艦2隻（壬戌丸、癸亥丸：いずれもイギリス製商船に砲を搭載）を配備して海峡封鎖の態勢を取っていた。
6月25日、長州藩の見張りが田ノ浦沖に停泊する商船を発見した。これはアメリカ商船ベンプローク（Pembroke）で、長崎経由で上海に向かう予定であった。総奉行の毛利元周（長府藩主）は躊躇するが、久坂玄瑞ら強硬派が攻撃を主張し攘夷決行と決まった。26日午前1時、長州藩の庚申丸と癸亥丸は幕府海軍旗を掲げてペンブロークに接近し、砲撃を加えた。さらに海岸砲台も砲撃を開始した。攻撃を予想していなかったペンブロークは豊後水道へと逃れた。幸いにもペンブロークに死傷者はでなかったが、予定していた長崎寄港を取りやめ、直接上海に向かった。
このため、事件の報告は7月10日まで横浜に届かなかった。10日夕方、上海からの公式情報が届いた。米国公使ロバート・プルインは、ワイオミングの艦長であるマクドゥガル中佐の列席のもと、幕府の担当者を呼び出し、事の重大さと米国に対するこのような野蛮な行為は重大な結果を招くであろうと伝えた。また、このことを米国政府が知ったなら、賠償金の請求もあるとも告げた。幕府の役人は謝罪し、幕府で処理するので米国側は何もしないで欲しい旨を伝えて退席した。
幕府の役人が帰った後に、マクドゥガルはプルインに対し、必要とあれば下関の敵艦を撃沈することによって事件の沈静化をするべきと、決断を促した。また。このような無法に手をこまねいていては、攘夷派をつけあがらせるだけだと意見が一致した。

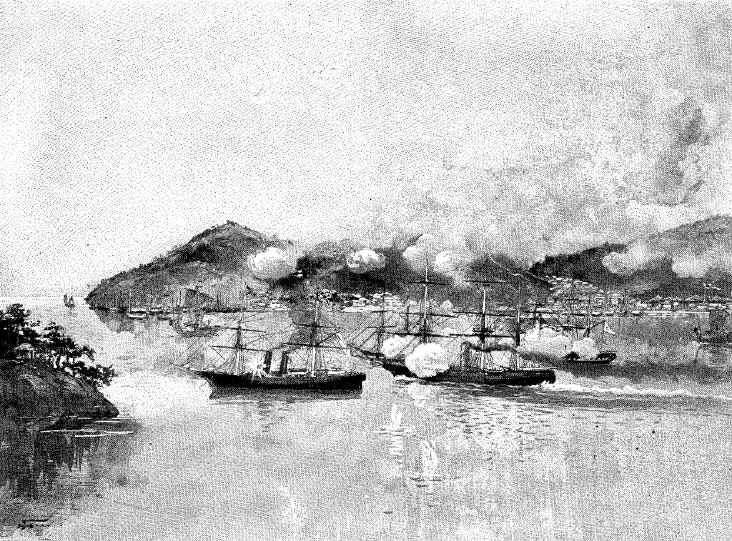
下関で戦闘するワイオミング

このため、ワイオミングは直ちに出港準備を開始し、7月13日の午前4時45分、マクドゥガルが「総員かかれ」を発令した。15分後、ワイオミングは下関に向かって出港した。航海に2日を要し、7月15日の夕刻にワイオミングは豊後水道の姫島の南側に投錨した。
翌朝5時、ワイオミングは碇を上げ、海峡へ向かった。9時には「総員戦闘配置」を発令、大砲に実弾が装填された。10時45分には海峡に突入、「戦闘開始」が告げられた。陸上からは直ちに3流の狼煙が上がり、ワイオミングの到着を知らせた。
11時45分頃、すでに海岸砲台からの砲撃は開始されていたが、ワイオミングは戦闘旗を上げ、その11インチ砲で反撃を開始した。マクドゥガルは、湾岸砲台は無視し、下関から出撃してくる、3隻の長州海軍の艦艇を目指して進撃するようワイオミングに命令した。4つの砲台から砲撃を受けたが、ワイオミングは最大の射撃速度でこれに返礼した。
ワイオミングは、長州藩のブリッグ（癸亥丸）とバーク（庚申丸）の間をすり抜け、港内にいる蒸気船（壬戌丸）に向かい至近距離まで接近した。庚申丸か癸亥丸か何れかの砲弾がワイオミングの舷側砲近くに命中し、2人が死亡、4人が負傷した。海兵隊員が1人、榴散弾の破片を受け死亡した。
ワイオミングは敵の真っ只中にあり、砲台の前を通過した直後に、水路図に無い浅瀬に座礁した。壬戌丸は係留索を解き、ワイオミングに向かってきた-おそらく接舷して切り込みをかけてくると思われた。しかし、乗員の働きで離礁に成功し、11インチダルグレン砲で壬戌丸を砲撃した。一発の砲弾が壬戌丸のボイラーを爆発させ、もう一発が致命傷となり、壬戌丸は沈み始めた。乗員は脱出した。
続いて、ワイオミングは庚申丸と癸亥丸に向かい、正確な砲撃を加え、庚申丸を撃沈し、癸亥丸を大破させた。いくつかの砲弾は敵艦を超え、市街地に着弾した。マクドゥガルは海軍長官のギデオン・ウェルズに対する7月23日の報告書で、「長州藩に対して与えた懲罰行動は、彼らにとってすぐには忘れられないものとなることを確信している」と述べている。
1時間強の軍事行動の後、ワイオミングは横浜に引き返した。11箇所に被弾し、煙突と索具に相当の被害を受けていた。人的被害は比較的に少なかった。4人が死亡、7人が負傷（内1人は後日死亡）した。ワイオミングは条約を守らせるために日本を攻撃した、最初の外国軍艦となった。

### 私掠船の掃討、1863–1864年
ワイオミングのフィラデルフィアへの帰還は、アラバマが引き続き極東で行動していたため、お預けとなった。ワイオミングは修理を完了し、オランダ領東インドへ向かい、続いて、クリスマス島が南軍艦艇の補給基地として使われていないかを調査した。島は無人であり、補給基地として使われた形跡は発見されなかった。ワイオミングはジャワ島のアンジャー（Anjer）に戻ったが、そこでマクドゥガルは11月10日、すなわちワイオミングがクリスマス島に向けて出港した翌日に、アラバマがスンダ海峡を抜けたという驚くべき事実を知った。その日の正午には、アラバマとワイオミングはたったの25マイルしか離れていなかったことになる。
マクドゥガルのバタビアからの11月22日報告は、その後東インド水域のアラバマが潜んでいそうな場所は全て捜索したと述べている。ワイオミングのボイラーは高圧が出せなくなっていたが、マクドゥガルはアラバマを捕捉するためにあらゆる努力を行うと約束した。
ワイオミングはアラバマの捜索にシンガポールに向かったが、そこでも何も発見できず、スンダ海峡近くのリオに向かった。さらに北上し、クリスマスイブにはフィリピン・ルソン島のカヴィテに停泊した。そこでスペイン海軍の好意によりボイラーの修理と石炭の搭載を行い、香港さらに中国の黄埔に航海した。
ワイオミングは1864年2月も、神出鬼没のアラバマの捜索にあたった。米国の権益保護のため福州に向かい、そこからさらに香港を経由して東インドに航海した。バタビアに到着したとき、マクドゥガルはボイラーの故障は深刻であり、米国に戻って修理するほかないと判断した。ジャワ島のアンジャー、喜望峰、セントヘレナ、セント・トーマス島を経由する3ヶ月の航海の後、1864年7月13日、ワイオミングはフィラデルフィア海軍工廠に到着した。初の任務から地球を一周して戻ってきたことになる。
しかしながら、ワイオミングに休暇は許されなかった。東海岸における、南軍の砲艦フロリダ（CSS Florida）の行動が、疲れ果てたワイオミングに別の任務を与えた。フィラデルフィア海軍工廠の司令官であるコーネリアス・ストリブリング（Cornelius Stribling）代将は、到着したばかりのワイオミングにフロリダ捜索命令を告げた。ストリブリングはマクドゥガルに対し、「長期間の航海と重要な任務を果たしてきたばかりの君と乗員にこの命令を告げなければならないのは残念だが、南軍の私掠船を拿捕することの重要性に鑑み、君とその部下が喜んで任務を遂行することを期待する。」と訓示した。
ワイオミングは徹底的な修理無しに、再び海に出るのは不可能であった。長期間米国の海軍工廠での修理を受けていなかったため、機械はガタガタであった。5日間の間、新たな任務のための努力を行ったが、ボイラーからの蒸気漏れのため、7月19日にはフィラデルフィアに戻らざるをえなかった。結局完全なオーバーホールのため、7月23日に任務を解かれた。

### 東インド艦隊1865–1868年
次の任務は1865年4月11日からであり、ジョン・バンクヘッド（John P. Bankhead）中佐が艦長に任命された。ワイオミングは東インド艦隊に配属され、9月25日にシンガポールに到着した。そこで、南軍のシェナンドー（CSS Shenandoah）を捜索する任務についた。この南軍の私掠船は、南北戦争が終わって1ヶ月たっても、未だ海上にあった。1866年中は東インド艦隊の一員として活動し、1867年にアジア艦隊（Asiatic Squadron）に再編されると、引き続きその一員として留まった。
1867年4月28日、横浜を出港したワイオミングは台湾に向かった。6月13日、台湾沖で座礁した米国の商船ローバー（Rover）の乗員が台湾原住民に殺害されたため、それに対する討伐に加わった。このとき、僚艦ハートフォード（USS Hartford、アジア艦隊旗艦）と共に陸戦隊を上陸させている。
極東での最後の任務を終了した後、1868年2月10日に米国に戻り、ボストンにおいて再就役可能な状態で係留された。1870年から1871年にかけポーツマス海軍工廠での徹底的な修理の後、1871年11月14日にジョン・デービス（John L. Davis）中佐を艦長として再就役した。

### 北大西洋艦隊、1872–1878年
1872年から1874年にかけて、ワイオミングは北大西洋艦隊（North Atlantic Station）の所艦として、キューバのハバナ、フロリダ州のキーウェスト、パナマのアスピンウォール、キューバのサンティアゴ、ジャマイカのキングストン、プエルトリコのサンフアン、キーウェスト、バージニア州のハンプトンローズ、マサチューセッツ州のニューベッドフォードを訪れた。この西インドおよびメキシコ湾に合衆国国旗を掲げる航海を終了した後、ワイオミングはワシントン海軍工廠において、1874年4月30日から2年間待機した。
ベテラン艦となったワイオミングは、1877年にはワシントンで新兵収容艦となった。1877年11月20日にパリ万国博覧会の展示物を運ぶ任務が与えられ、1878年4月6日に東海岸を離れ、フランスへと向かった。ル・アーヴルで荷物をおろした後、フランスのルーアン、英国のサザンプトンに寄港し、6月25日に米国に向かって出港した。8月22日にノーフォークに到着し、9月中頃にワシントンに向かった。11月初めにはニューヨークに寄港し、11月26日、ヨーロッパ艦隊（European Station）の所属艦となり、出港した。

### ヨーロッパ艦隊、1878–1881年
1878年のクリスマイブ、ワイオミングはニースの東6kmにあるヴィルフランシュ＝シュル＝メールに到着した。1879年1月24日、トルコのスミュルナに向かうまでそこに留まった。ワイオミングは1879年と1880年の間、地中海と黒海の歴史的に有名ないくつもの港を訪れ、1880年11月に帰国の途についた。
1881年初めに米国に戻り、5月21日にハンプトンローズに到着した。6月15日にはサウスカロライナのビュフォート（Beaufort）に向かい、さらにそこからメリーランドのアナポリスに向かった。

### アナポリス海軍兵学校、1882–1892年
1882年10月30日、ワイオミングは任務を解かれ、海軍兵学校の管理下に入った。そこで次の10年を海軍兵学校生徒の練習艦として過ごした。1892年5月9日にマサチューセッツのアーリントンで売却された。

## 参照
- この記事はアメリカ合衆国政府の著作物であるDictionary of American Naval Fighting Shipsに由来する文章を含んでいます。